# Abram Słucki
Abram Słucki, ros. Абрам Аронович Слуцкий (ur. 1898 we wsi Parafiewka w ujeździe borznieńskim guberni czernihowskiej, zm. 17 lutego 1938 w Moskwie) – komisarz bezpieczeństwa państwowego II rangi, funkcjonariusz organów bezpieczeństwa i wywiadu radzieckiego, m.in. szef Wydziału Zagranicznego Głównego Zarządu Bezpieczeństwa Państwowego (GUGB) w NKWD ZSRR.

## Życiorys
Słucki urodził się w rodzinie żydowskiego robotnika kolejowego. W młodości odbył praktyki w warsztacie rzemieślniczym, następnie pracował jako urzędnik w fabryce wyrobów bawełnianych.
W czasie I wojny światowej służył w armii carskiej jako ochotnik w 7 pułku strzelców syberyjskich. Aktywny uczestnik rewolucji październikowej i wojny domowej. W 1917 roku wstąpił do Socjaldemokratycznej Partii Robotniczej Rosji, przyłączając się do frakcji bolszewickiej. W czasie wojny domowej walczył w Armii Czerwonej. W roku 1920 wstąpił do organów bezpieczeństwa, kolejno CzeKa /GPU/OGPU, gdzie dzięki cechom osobowościowym szybko piął się w górę.
Służbę rozpoczął we wrześniu 1920 jako zwykły funkcjonariusz CzeKa w Taszkencie. Szybko awansował na szefa Biura Politycznego CzeKa. Od 1921 do maja 1921 roku był szefem Tajnej Jednostki Operacyjnej na obwód Taszkentu. Od 1922 do połowy 1926 roku pracował w Taszkencie w administracji sądowej, a następnie partyjnej.
27 czerwca 1926 roku wrócił do pracy w organach bezpieczeństwa (OGPU), zajmując stanowisko najpierw zastępcy szefa 6 Wydziału Zarządu Ekonomicznego (EKU OGPU), następnie już w grudniu tego samego roku szefa tego wydziału. Przez następne dwa lata pracował nadal w Zarządzie Ekonomicznym zajmując stanowisko szefa 1 Wydziału i 2 Wydziału, 16 lipca 1929 został zastępcą szefa EKU OGPU sprawował to stanowisko do 1 stycznia 1930 roku.
W 1930 rozpoczął pracę w Wydziale Zagranicznym (INO) OGPU. Służbę w wywiadzie rozpoczął od stanowiska głównego zastępcy szefa WZ. Szefem od 27 października 1929 do 31 lipca 1931 roku był jako pełniący obowiązki (p.o) urodzony w Warszawie Stanisław Messing, jego następcą został Artur Artuzow a Słucki jego zastępcą. Często wyjeżdżał za granicę m.in. do Niemiec, Francji i Hiszpanii, gdzie brał aktywny udział w trwającej tam wojnie domowej.
W 1936 Słucki zastąpił na stanowisku szefa Wydziału Zagranicznego Głównego Zarządu Bezpieczeństwa Państwowego Artura Artuzowa, posiadał już rangę komisarza bezpieczeństwa państwowego II rangi.
Słucki w lutym 1938 został zaproszony do gabinetu zastępcy ówczesnego Ludowego Komisarza Spraw Wewnętrznych Nikołaja Jeżowa, Michaiła Frinowskiego, potem wyniesiono jego ciało, oświadczając, że zmarł na zawał serca. Prawdopodobnie został otruty kwasem cyjanowodorowym. Jego miejsce szefa WZ zajął, na bardzo krótko, Zelman Pasow, który jak jego następca Siergiej Szpigelglas, też miał paść ofiarą czystek stalinowskich, które dotknęły Armię Czerwoną, Główny Zarząd Wywiadowczy i wreszcie sam Ludowy Komisariat Spraw Wewnętrznych.